# Тонски акценат
Тонски акценат је лингвистички појам који подразумева ограничене тонске системе који помоћу варијације висине гласа наглашавају слог у оквиру речи. Место овог тона или начин на који је изговорен може дати различит смисао међусобно сличним речима.

## Језици
Овај израз се користи за описивање скандинавских, српског, хрватског, старогрчког, јапанског језика, неких дијалеката корејског и шангајског језика. Тонски акценат се често представља као посреднички између тона и нагласка, али то није концепт који је потребан за описивање било којег језика.
Мисли се да праиндоевропски језик има састав тонског акцента који је сачуван у старогрчком и ведик санскритском језику, где се касније променило у наглашени акценат . У другим индоевропским језицима, као што су шведски, норвешки, литвански, српски и хрватски језик, нови састав тонског акцента се развио у оне који су неповезани са индоевропским прајезиком. Састав литванског, српског и хрватског језика може да произлази из једне иновације у старословенском језику.

## Српски језик
Српски језик има четири врсте акцента: краткоузлазни, дугоузлазни, краткосилазни и дугосилазни.